# NGC 6631
NGC 6631 је расејано звездано јато у сазвежђу Штит које се налази на NGC листи објеката дубоког неба.
Деклинација објекта је - 12° 1' 35" а ректасцензија 18h 27m 9,5s. Привидна величина (магнитуда) објекта NGC 6631 износи 11,7. NGC 6631 је још познат и под ознакама OCL 59.